# أندريه سيلفا (لاعب اتحاد الرغبي)
أندريه سيلفا (بالفرنسية: André Da Silva)‏ هو لاعب اتحاد الرغبي برتغالي وفرنسي، ولد في 9 فبراير 1975 في باريس في فرنسا.

## وصلات خارجية
- أندريه سيلفا عل موقع إسبنسكروم (الإنجليزية)
- أندريه سيلفا على موقع ItsRugby.co.uk (الإنجليزية)